# Tempel van Jupiter Feretrius
De Tempel van Jupiter Feretrius was een kleine tempel ter ere van Jupiter in het oude Rome.

## Geschiedenis
Volgens de overlevering zou de tempel gebouwd zijn door Romulus, de stichter van de stad. Livius meldt dat Romulus de tempel bouwde om er zijn spolia opima (trofeeën) te bewaren, die hij had veroverd in zijn tweestrijd tegen koning Acron van Caenina. Volgens Livius werd de tempel naast een heilige eik gebouwd, maar Plutarchus schrijft dat Romulus juist een eik omhakte om er een standaard voor zijn trofeeën van te maken.
Het voorbeeld van Romulus werd nog tweemaal gevolgd. In 428 v.Chr. versloeg Aulus Cornelius Cossus Lar Tolumnius, de koning van Veii en wijdde zijn spolia opimia in de Tempel van Jupiter Feretrius. Marcus Claudius Marcellus deed in 222 v.Chr. hetzelfde na het doden van Viridomarus, de koning van de Insubres.
De tempel was in de tijd van Octavianus zwaar vervallen, maar de latere keizer liet het heiligdom op aanraden van Atticus geheel restaureren in 31 v.Chr.

## De tempel
De tempel stond in de Area Capitolina, het ommuurde platform op de zuidelijke heuveltop van de Capitolijn, waar ook de grote Tempel van Jupiter Optimus Maximus was gebouwd. Het was maar een klein heiligdom, dat aan de lange zijde hooguit vijf meter lang was. De tempel staat afgebeeld op een munt uit 50 v.Chr., waardoor het uiterlijk enigszins bekend is gebleven. Het was een tetrastyle tempel met zuilen in de Toscaanse orde, de Italische variant op de Dorische orde.
Er stond geen godsbeeld in de Tempel van Jupiter Feretrius. Wel werden er de scepter en het offermes bewaard van de fetiales, een priesterorde verantwoordelijk voor het proclameren van oorlog en vrede en het bevestigen van verdragen. Zij voerden hierbij een ritueel offer uit genaamd foedus ferire, waaruit vermoedelijk de bijnaam van de Jupiter van deze tempel voortkomt.
Er zijn geen restanten van de tempel teruggevonden en de exacte locatie op de Capitolijn is daarom niet bekend.